# شيلي كر
شيلي كر (بالإنجليزية: Shelley Kerr)‏ (15 أكتوبر 1969 في المملكة المتحدة - ) هي لاعبة كرة قدم بريطانية في مركز الدفاع. شاركت مع منتخب اسكتلندا لكرة القدم للسيدات. أما مع النوادي، فقد لعبت مع Doncaster Rovers Belles L.F.C. ‏ وHibernian W.F.C. ‏ وKilmarnock F.C. Women ‏ وSpartans W.F.C. ‏ وUniversity of Stirling F.C. ‏.

## وصلات خارجية
- شيلي كر على موقع الاتحاد الدولي (مؤرشف)  (الإنجليزية)
- شيلي كر على موقع الاتحاد الأوربي (الإنجليزية)
- شيلي كر على موقع الاتحاد الإسكتلندي (الإنجليزية)
- شيلي كر على موقع قاعدة بيانات كرة القدم.إي يو (الإنجليزية)
- شيلي كر على موقع Soccerway.com (الإنجليزية)